# Sarettova oxidace

Sarettovy oxidace obecných primárních a sekundárních alkoholů

Sarettova oxidace je organická chemická reakce sloužící k oxidaci primárních alkoholů na aldehydy a sekundárních na ketony pomocí oxidu chromového a pyridinu. Od podobné Jonesovy oxidace se liší tím, že se při ní primární alkoholy neoxidují až na karboxylové kyseliny a také tím, že nemá vliv na dvojné vazby uhlík-uhlík. Původní varianta Sarettovy oxidace se příliš nepoužívá, má však stále význam v laboratorním výzkumu.

## Historie

### První popis

Molekulová struktura Sarettova/Collinsova činidla

Tuto reakci objevil americký chemik Lewis Hastings Sarett v roce 1953 při snaze o syntézu steroidů. Jako oxidační činidlo přitom sloužil chromový komplex pyridinu CrO3-2C5H5N. Tento komplex začal být označován jako Sarettovo činidlo.

### Obměny a vylepšení
I když Sarettovo činidlo dávalo dobré výtěžky v přípravách ketonů, tak přeměny primárních alkoholů byly méně účinné, navíc izolace produktů z reakční směsi může být obtížná.
Tyto nedostatky byly částečně překonány Collinsovou oxidací. Aktivní složka oxidantu, který je zde nazýván jako Collinsovo činidlo, je stejný pyridinový komplex (CrO3(C5H5N)2. Collinsova oxidace se od Sarettovy liší pouze tím, že se místo pyridinu používá dichlormethan. Původně navržené způsoby provádění Collinsových a Sarettových oxidací bylo ale třeba dále vylepšit, protože Sarettovo činidlo je hygroskopické a samozápalné a tak se obtížně připravuje. Byla tak vyvinuta vylepšená varianta Collinovy oxidace známá jako Ratcliffova oxidace.

## Příprava Sarettova činidla

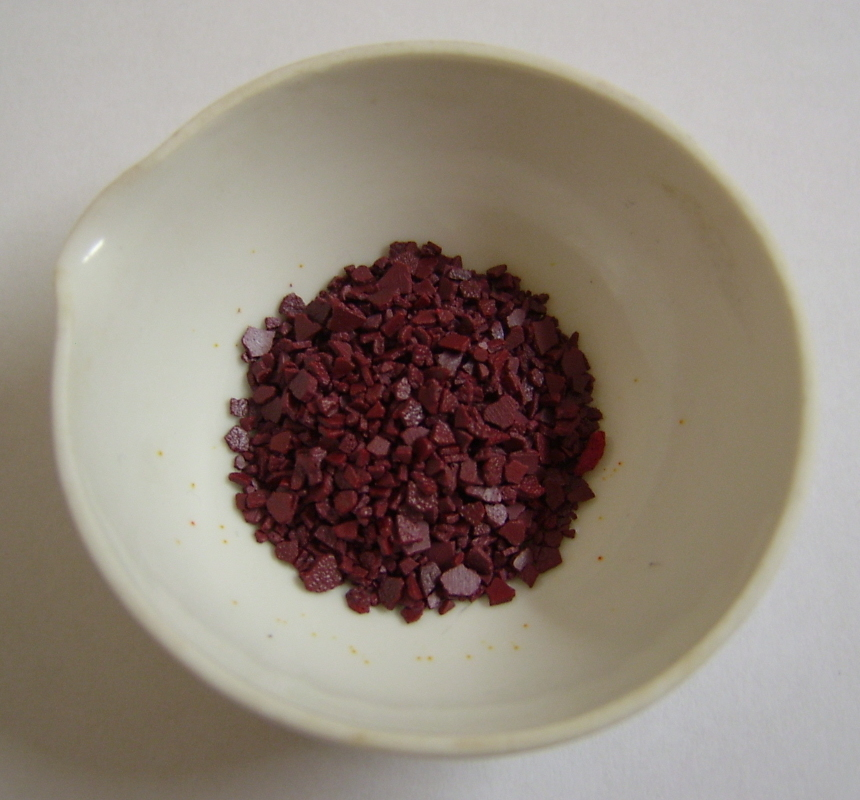
Nezreagovaný oxid chromový

Sarettovo činidlo lze připravit reakcí oxidu chromového s pyridinem. Pyridin musí být chlazen, protože reakce je silně exotermní. Cihlově červený CrO3 se pomalu přeměňuje na bis(pyridin)ový komplex. Sarettovo činidlo se použije ihned po skončení přípravy.

### Bezpečnost

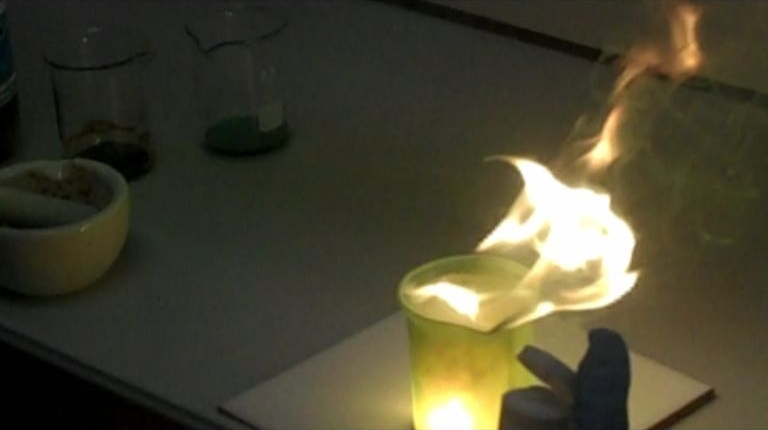
Nesprávné zacházení s oxidem chromovým může způsobit požár.

Při přípravě činidla jsou nutné zvláštní postupy, protože nesprávné zacházení může vyvolat požár nebo výbuch.
Původní způsob přípravy byl upraven tak, aby byla omezena nebezpečí související s přípravou. Pravděpodobnost výbuchu byla snížena použitím granulovaného oxidu chromového, který se po přidání okamžitě ponoří pod hladinu ochlazovaného pyridinu. S oxidem chromovým se přesto musí nakládat opatrně, protože jde o žíravinu a karcinogen.

### Collinsova metoda
Při původní Collinsově oxidaci bylo Sarettovo činidlo odděleno od přebytku pyridinu a rozpuštěno v méně zásaditém dichlormethanu. Změna rozpouštědla vedla ke zvýšení výtěžnosti reakce, ovšem vyžadovala i nebezpečné nakládání se samozápalným činidlem. Ratcliffova varianza z roku 1970 omezila nebezpečí výbuchu in situ přípravou Sarettova činidla, s využitím promíchávané směsi pyridinu a dichlormethanu.

## Využití
Sarettova oxidace přeměňuje primární alkoholy na aldehydy, aniž by docházelo k další oxidaci na karboxylové kyseliny. Tento rozdíl oproti Jonesově oxidaci je způsoben tím, že Jonesova oxidace probíhá za přítomnosti vody, která se před oxidací váže na alkohol.
Sarettova a Collinsova oxidace se provádějí v bezvodých prostředích a Sarettova za přítomnosti zásady, což umožňuje použití substrátů citlivých na kyseliny, například molekul obsahujících některé chránicí skupiny; postupy prováděné v kyselých prostředích, jako je Baeyerova–Villigerova oxidace, tyto skupiny mění nebo odštěpují. Sarettovo činidlo také téměř nereaguje s dvojnými vazbami a thioethery.
Tyto skupiny nemohou účinně interagovat s chromem v Sarettově činidle, to se tímto liší od komplexů chromu používaných před jeho objevem.